# Shariff Nasr
 (janvier 2019).
Shariff Nasr, né le 9 janvier 1981 à Rotterdam, est un réalisateur et scénariste néerlandais.

## Filmographie

### Réalisateur
- 2013 : A Poet Recites - Sterren[2]
- 2013 : A Poet Recites - Melopee
- 2013 : A Poet Recites - Boiling An Egg
- 2015 : Fobia[3]
- 2016 : Opgeruimd
- 2016 : Pensionado[4]
- 2017 : Watch Out[5]

### Scénariste
- 2011 : De president (nl) de Erik de Bruyn[6]